# Sidi Brahim
Sidi Brahim (em árabe: سيدي ابراھيم) é uma pequena comuna localizada na província de Sidi Bel Abbès, Argélia. De acordo com o censo de 2008, a população total da cidade era de 10 371 habitantes.